# Marcolino Moco
Marcolino Moco (nacido en 1953) fue el primer ministro de Angola entre el 2 de diciembre de 1992 y el 3 de junio de 1996.  Moco fue sacado de su posición por el presidente José Eduardo dos Santos. Dos Santos eliminó todo el gabinete junto con el gobernador del banco central en un intento de ser visto decisivo. Fue sustituido por Fernando José de França Días Van-Dúnem.  

## Carrera
Moco fue miembro del Movimiento Popular para la Liberación de Angola, partido del presidente, el cual había estado en el poder hasta 1991, poco antes de que Moco se convirtiera en primer ministro. En julio de 1996, Moco se convirtió en secretario ejecutivo de la Comunidad de Países de Lengua Portuguesa, una nueva organización internacional formada por Portugal y sus antiguas colonias, incluyendo Angola. Su término como secretario ejecutivo terminó en 2000.
| Predecesor: Fernando José de França Dias Van-Dúnem | Primer ministro de Angola 1992-1996 | Sucesor: Fernando José de França Dias Van-Dúnem |